# Lithosia colonoides
Lithosia colonoides är en fjärilsart som beskrevs av Sergius G. Kiriakoff 1963. Lithosia colonoides ingår i släktet Lithosia och familjen björnspinnare. Inga underarter finns listade i Catalogue of Life.